# Refuge de la Traye
Le refuge de la Traye, ou Traie, est un refuge situé sur le plateau de la Traye.
Créé en 1982, il ferme à l'automne 2017 ; il est entièrement rénové et agrandi en 2019 pour accueillir le premier refuge haut de gamme des Alpes françaises.

## Accès
L'accès se fait depuis Les Allues ou depuis le Villard.

## Randonnées
Les randonnées courantes depuis ce refuge sont le col de la Lune et le circuit des Crêtes.